# Василик Любов Іванівна
Василик (Карпенюк) Любов Іванівна (нар. 16 січня 1957, Нижній Вербіж) — українська поетеса, педагог.

## З життєпису
Навчалася в Коломийській середній школі № 1, Коломийському педагогічному училищі, згодом, в Чернівцях і закінчила біологічний факультет Чернівецького державного університету. Член Національної спілки письменників України від 1997 року. Лауреатка літературної премії ім. Надії Попович. Проживає й викладає в місті Надвірній. Друкуватися почала в республіканському альманасі «Вітрила», обласній та районній пресі — журналі «Перевал», надвірнянських альманахах «Страгора», «Жниво на стерні», альманасі «Коломийська хвиля». Автор збірок поезій «Молитва дерев» (1997) та «Межень».